# Dějiny Niše
Dějiny srbského města Niš sahají až do období antiky. Za své dějiny bylo město několikrát vypáleno, pleněno a srovnáno se zemí a poté opětovně přestavováno.

## Antika

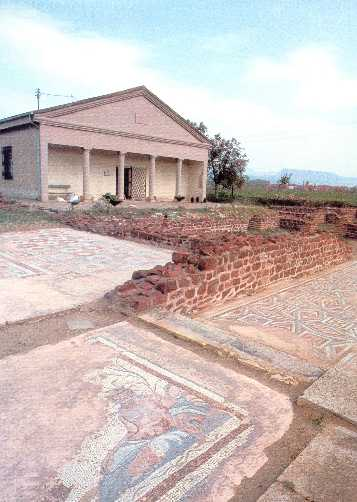
Vykopávky římského města Mediana, které se nacházelo východně od centra současné Niše

Niš patří mezi nejstarší města Balkáně. Ve 3. století př. n. l. zahnali Keltové Ilyry z oblasti dnešního jihu Srbska a založili osadu s názvem Navissos. Římané město dobyli roku 75 př. n. l. a přejmenovali jej na Naissus, které se postupem času stalo jedním z nejdůležitějších vojenských táborů (castrum) na Balkáně. Městem vedla strategická silnice Via Militaris, která spojovala Konstantinopol přes linii Adrianopolis-Philippopolis-Serdica-Naissus s Singidunumem (dnes Bělehrad). Jeho strategická poloha na trase z Konstantinopole do Dinárských hor, v údolí řeky Moravy, byla předpokladem pro další rozvoj a úspěšný růst starověkého města. Antické město mělo svůj vodovod, kanalizaci, opevnění a nalezeno bylo rovněž i raně křesťanské hradiště.
Roku 274 se v Niši narodil Konstantin I. Veliký, který se jako římský císař prosadil především legalizací křesťanství. Také západořímský císař Constantius III. pocházel z Niše. Vedle Niše se východním směrem rozvíjelo sídlo Mediana, kde se nacházely vily prominentních obyvatel tehdejšího města. Dnes je zde archeologické naleziště. Byly zde podepisována významná rozhodnutí, pobývali zde římští císaři.
Ve 4. století byla ve městě vybudována bazilika a zřízena eparchie. První písemná zmánka o její existenci pochází z roku 343. Naissus se tak stal významným náboženským centrem na pomezí východního a západního rozhraní říše. Mnozí z jeho církevní představitelů své doby přispěli k rozvoji a upevnění tehdejší teologie. V lokalitě s názvem Jagodin-mala byly v roce 1933 odhaleny pozůstatky chrámu ze 4. století.
Po roce 395 patřilo město Naissus Východořímské říši. V období pozdního Říma bylo často obléháno a čas od času obsazováno a pleněno různými nájezdníky (např. v roce 441 Hunové, v roce 480 Barbaři).[zdroj?] V závěru století tak byl Naissus téměř vylidněn a opuštěn.
Nadvládu nad Niší získal na krátkou dobu v 6. století císař Justinián I., který se pokoušel obnovit slávu někdejší Římské říše, nicméně ani on nedokázal město uchránit před neustálými nájezdy Avarů.

## Středověk
Kolem roku 580 se v okolí města Naissus začali usazovat první Slované, kteří mu dali slovanský název Niš (v cyrilici ниш).
V 9. století se stalo město součástí říše cara Simeona, o století později bylo opět zabráno Byzantskou říší, která se pokusila oblast dnešního jižního Srbska znovu kolonizovat. Město bylo dle historických záznamů dobře rozvinuté již v 10. století (tehdy také místní církevní představitelé byli zcela integrováni do struktury bulharské církve) a ve století jedenáctém bylo opět opevněno. Ve 12. století o město několikrát bojoval srbský car Štěpán Nemanja a také uherský král Béla III. Četná byla povstání, které iniciovali zájemci o moc. Nakonec se město stalo součástí středověkého srbského státu pod nadvládou cara Štěpána Dušana.
V roce 1385 padla Niš do rukou sultána Murada I. Dobytím Srbska (o čtyři roky později došlo k známé Bitvě na Kosově poli, která předznamenala konec středověkého srbského státu) však byly přerušeny původní obchodní trasy, což donutilo mnohé obchodníky Niš opustit. Válčení mezi různými stranami bylo navíc důvodem, proč z Niše odešlo i další obyvatelstvo. Město tak zůstalo po nějakou dobu zcela prázdné.

## Turecká nadvláda

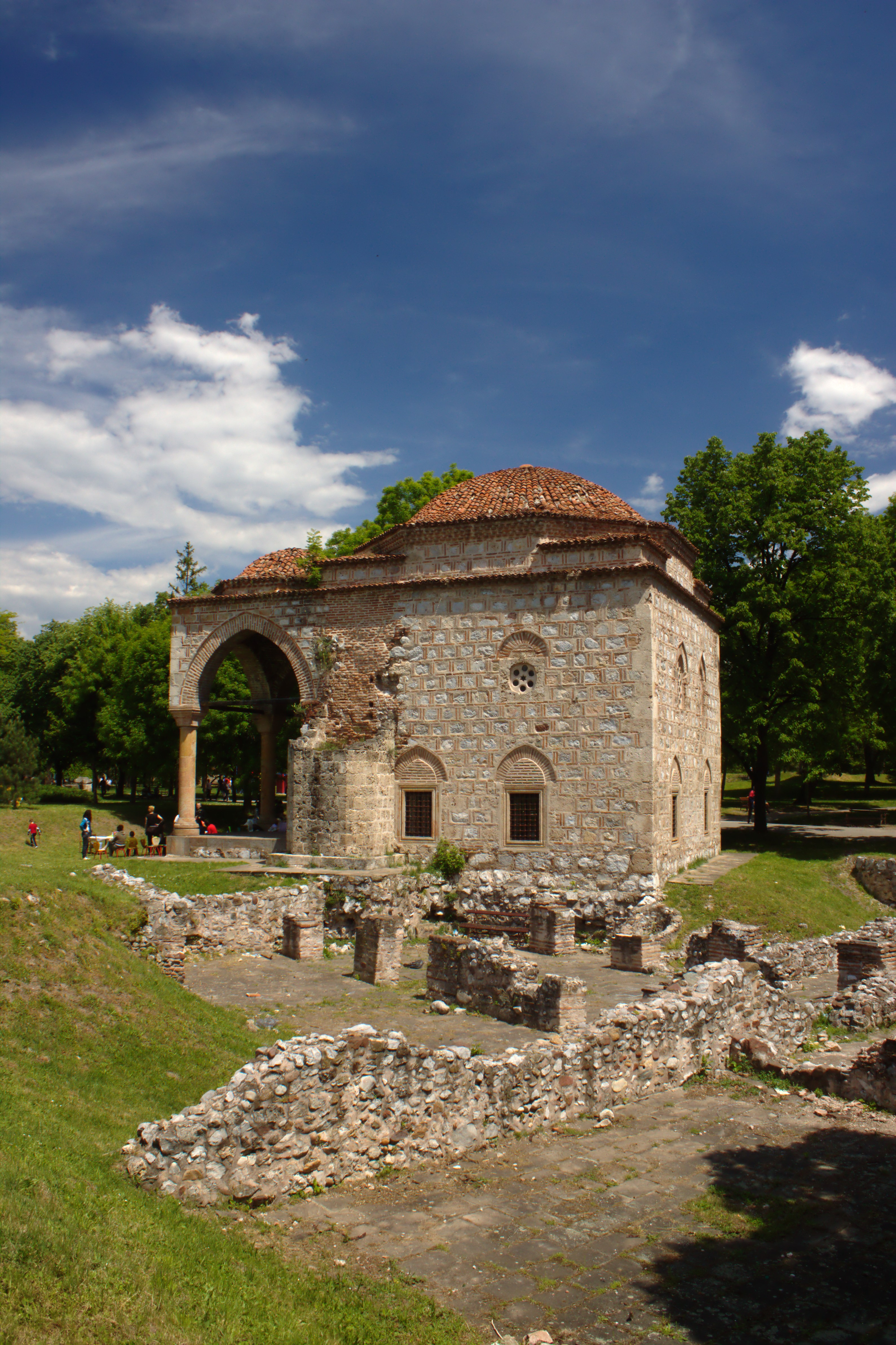
Mešita (dochována bez minaretu) v nišské pevnosti

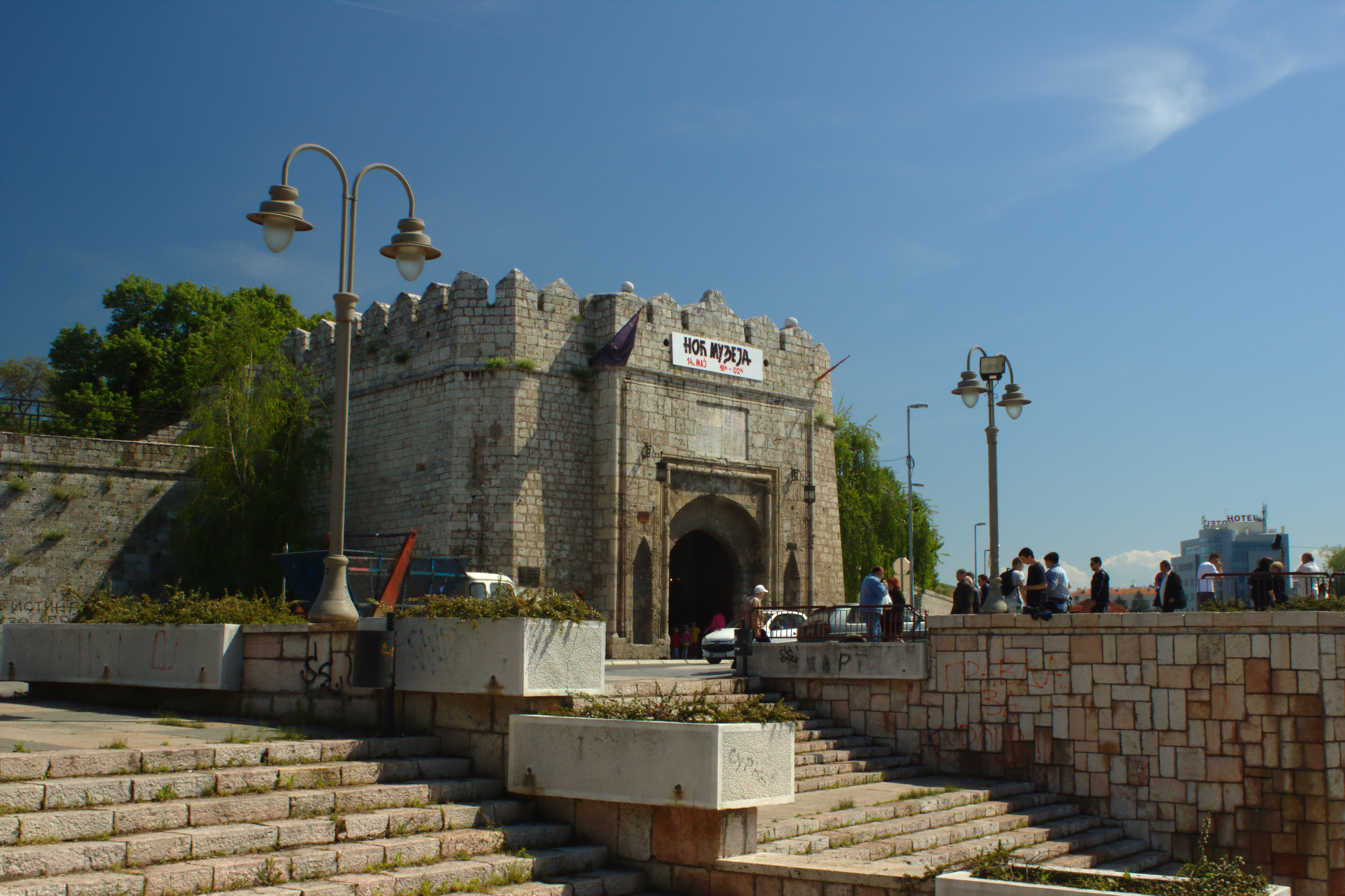
Brána do nišské pevnosti

Turci nakrátko Niš ztratili, a to po bitvě, ve které roku 1443 společnými silami János Hunyadi a Đurad Branković zatlačili osmanskou armádu až na území dnešního Bulharska. V srbských rukou však zůstala Niš pouze do roku 1448, kdy se Turci odhodlali k protiútoku (který se nakonec ukázal být úspěšným).
Francouzský cestovatel Bertrandon de la Broquière při své pouti do Svaté země v polovině 15. století popsal Niš jako rozbořené město, které je však obklopeno hustě osídleným venkovem.
Turci, kteří zde upevnili svoji pozici, začali město transformovat do podoby typických sídel Osmanské říše. Byla zde zřízena náchie (nejmenší správní jednotka). Ta měla podle nejstarších tureckých záznamů z této doby třicet tři tisíc obyvatel. V první polovině 16. století se sem rozšířila epidemie moru, díky níž obyvatelstvo do jisté míry pokleslo. Jistý přínos k znovuobnovení obchodního významu města přinesla i kolonie obchodníků Dubrovnické republiky, která byla v Niši po dlouhou dobu přítomná. Doložena je v 80. letech 16. století. V závěru 16. století žilo v Niši již okolo dvaceti rodin, jejichž vlastí bylo jaderské pobřeží. V roce 1553 byl vybudován první zájezdní hostinec (karavan-seraj). V té době mělo město okolo tisíc pěti set obyvatel. O téměř sto let později zde byl zbudován i kamenný most přes řeku Nišavu. Rostoucí intenzita obchodu a rozvoj města měly za následek promíchání struktury obyvatel z hlediska jazykové, resp. národnostní. Pravoslavné slovanské obyvatelstvo (srbské), doplnily přílsušníci dalších národností tehdejšího impéria.
Nišská pevnost, která byla dokončena v roce 1723 (dodnes je do velké míry dochována), patřila ve své době k ukázkám nejsofistikovanější osmanské pevnostní techniky.[zdroj?] Turecký cestovatel Evlija Čelebi popsal její podobu, včetně toho, že měla jedinou vstupní bránu (při břehu řeky Nišavy). Tehdy byla postavená ještě ze dřeva. Samotné město zdokumentoval jako relativně velké s řadou představitelů turecké moci a armády. Domů napočítal 2600, některé byly vícepatrové. Okolo města se nacházely četné vinice. Sultán Murat zde nechal také postavit mešitu, která nesla později jeho jméno.
V 18. století měla Niš okolo 20 000 obyvatel, převážně Turků a dalších nimi porobených národů. Srbové, podobně jako tomu bylo i jinde na Balkáně, žili ve vlastní čtvrti.
Do rakouských rukou se dostala Niš celkem dvakrát; nejprve v roce 1690, kdy se krátce poté rychle Rakušané stáhli. Velká válka mezi Rakouskem a Osmanskou říší skončila nakonec pro Turky katastrofou, neboť se rakouské armádě podařilo úspěšně proniknout hluboko za tehdejší hranici na řekách Sávě a Dunaji. V roce 1688 došlo rakouské vojsko až do Niše, kterou obsadilo pod vedením Ludvíka Viléma I. Bádenského jen po malé přestřelce s osazenstvím místní pevnosti. Rakušané se města zmocnili, zůstali zde ale pouhý rok (do roku 1690), kdy město zpět vydali Turkům. Za uvedený rok byl nicméně připraven plán přestavby a modernizace opevnění. Mezitím turecké obyvatelstvo Niše uprchlo z města na území dnešního Bulharska. Na jeho místo přišli židé, kteří byli vyhnáni z území dnešní Itálie. V posledních letech velké války mezi Tureckem a Habsburskou monarchií do Niše utíkali muslimové z oblasti dolních Uher.
V roce 1737 obsadili Rakušané Niš na krátkou dobu opět, město ale po podepsání mírové smlouvy vydali zpět Turkům.
V roce 1804 vypuklo na území regionu Šumadija tzv. První srbské povstání. Osmanská říše, která byla oslabena díky vnitřním sporům a především v Evropě probíhajícím napoleonským válkám, nedokázala zastavit vzpouru proti místním správcům. Ti se na území současného jižního Srbska chovali de facto nezávisle na vládě v Cařihradě. Ozbrojené střety pravoslavných sedláků a muslimských správců zachvátily i město Niš a jeho okolí. Vrcholem byla tzv. čegarská bitva (v roce 1809) mezi tureckým vojskem a srbskými vesničany, která skončila rozhodným tureckým vítězstvím. Lebky padlých sedláků byly poté pro výstrahu zasazeny do mohutného sloupu na jižním okraji města (tzv. ćele kula – věž lebek). Dodnes se jedná o významnou památku, svého druhu v Srbsku jedinečnou.
V první polovině 19. století se počet obyvatel Niše pohyboval někde mezi 10-15 tisíci. Neúspěšný pokus o povstání z počátku 30. let 19. století vedl řadu srbských sedláků k opuštění města a přesídlení na sever na území srbského knížectví. Roku 1838 zasáhla město Niš morová rána, která znamenala dramatický propad v počtu obyvatelstva. V následujících desetiletích se však tento počet začal opětovně zvyšovat.
Další pokus o povstání srbského obyvatelstva proti Turkům se odehrál na počátku 40. let a poté ještě v letech šedesátých. V roce 1861 město navštívil velký vezír Kibrizli Mehmed-paša, během jehož přítomnosti byl zřízen zvláštní soud, připravované spiknutí odhaleno, a viníci exemplárně potrestáni.
Roku 1868 byla v Niši otevřena první veřejná knihovna.

## Připojení k Srbsku

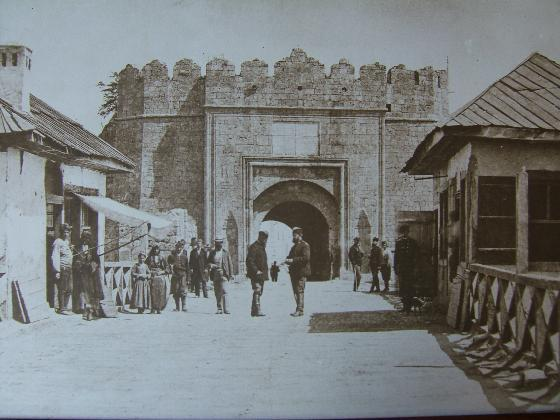
Niš v době připojení.

11. ledna 1878, na konci dvouleté srbsko-turecké války, která se konala mezi lety 1876 - 1878, získalo Srbsko Niš. Formálně potvrdila převzetí města do srbských rukou i Sanstefanská mírová smlouva, která ke knížectví připojila oblasti okolí dalších měst, jakými byly Leskovac, Pirot a Vranje. Milan I. Obrenović obsadil město v podstatě bez boje, neboť se turecké vojsko dalo na útěk.[zdroj?] Město, které se stalo po Bělehradu druhým největším v samotném Srbsku, hrálo v některých chvílích i úlohu druhé srbské metropole; sídlili zde církevní představitelé a zasedal zde i několikrát parlament (skupština). Až do první světové války v něm žilo ještě několik tisíc Turků a příslušníků Osmany kdysi porobených národů. Hned po osvobození měla Niš 12 801 obyvatel.
Připojení k Srbsku, které v druhé polovině 19. století procházelo dynamickou transformací ze zaostalého patriarchálního státu v moderní evropskou zemi, znamenalo pro město samotné impulz k bouřlivému rozvoji. Město sice bylo uchráněno mnohých razantních modernizačních vln, se kterými se setkala jiná srbská města (např. Bělehrad, Valjevo, Kragujevac aj.) a zachovalo si část svého orientálního rázu. V roce 1884 byla dokončena železniční trať z Niše do Bělehradu údolím řeky Moravy. 15. listopadu přijel do města první vlak. Ještě téhož roku začaly vycházet první noviny.
Roku 1878 bylo v Niši otevřeno gymnázium Příchod železnice v roce 1883 přinesl i vznik továren, mezi které patřil např. i pivovar; o několik let později i cihelny, potravinářské závody apod. V roce 1897 zde byla vybudována továrna na vojenský textil.
V roce 1895 mělo město již dokonce tři školy. V 90. letech byly v Niši otevřeny konzuláty některých evropských zemí, mezi které patřilo např. Rakousko-Uhersko, Řecko, či Francie.
V roce 1885 byla Niš centrální místem, kde se shromažďovaly jednotky srbské armády na útok na Bulharsko (který však skončil rozhodným bulharským vítězstvím a srbskou porážkou). V té době zasedala v Niši vláda, skupština a přesídlil sem na krátkou dobu i král Milan.

## 20. století

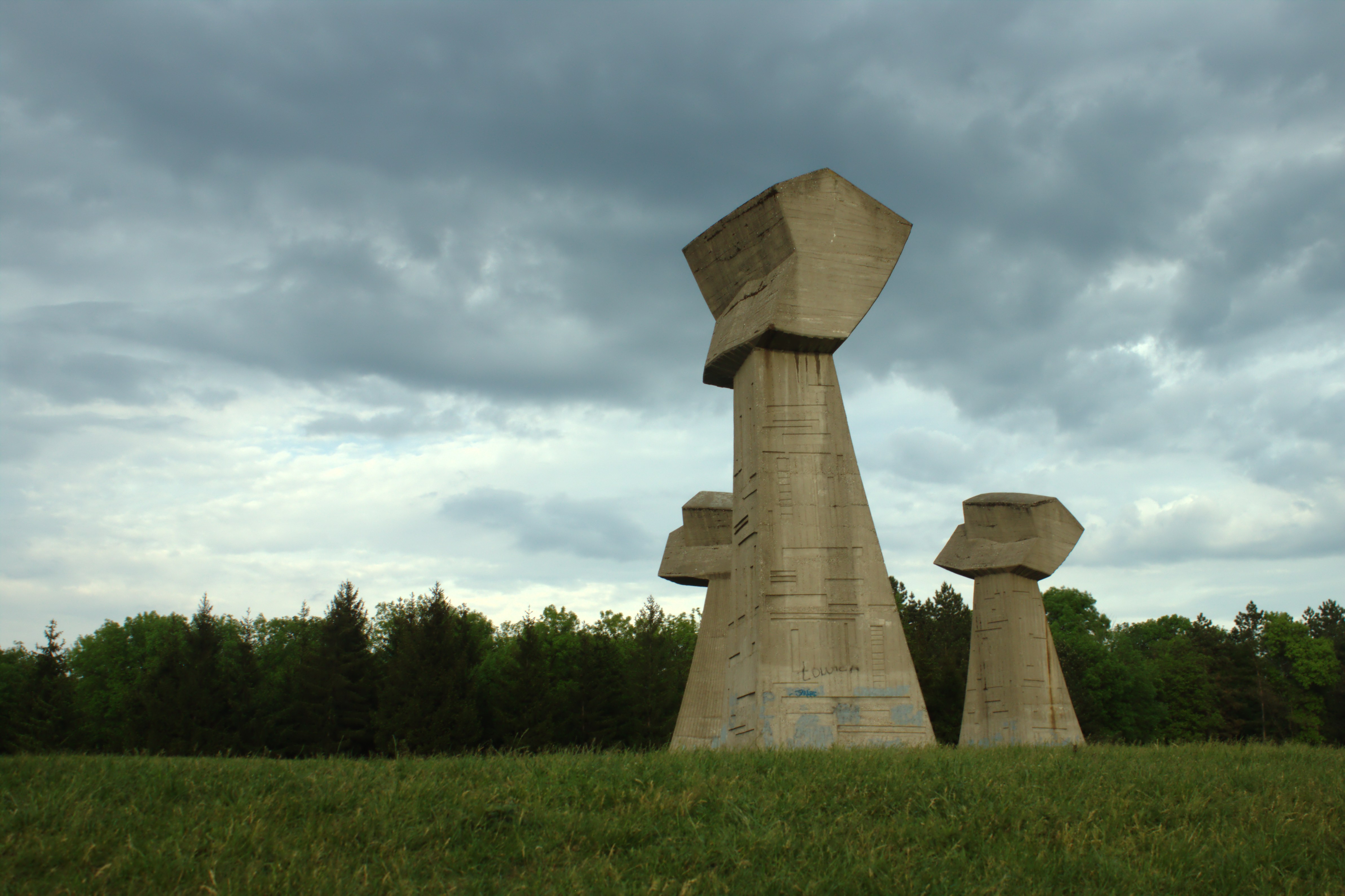
Park na vrcholu Bubanj, kde během německé okupace Srbska docházelo k masovým vraždám zajatců z koncentračního tábora Crveni krst

Začátek 20. století se nesl ve znamení rychlého rozvoje a hospodářského boomu. Postavena byla první vodní elektrárna a v roce 1909 bylo na místní Obrenovićově ulici dáno do provozu veřejné osvětlení.
Před vypuknutím první světové války byly do Niše přesídleny mnohé srbské instituce, neboť byl Bělehrad, nacházející se de facto na hranici s Rakousko-Uherskou monarchií, v podstatě nebránitelný. Generální štáb srbské armády byl přemístěn do Kragujevace, který byl blíže fronty. Rovněž do Niše přesídlila některá velvyslanectví. 7. prosince 1914 zasedal v Niši i parlament. O rok později se usnesl o tom, co má být cílem srbské válečné politiky – sjednocení všech jihoslovanských národů do jednoho státu. Tento závěr byl stvrzen v tzv. Nišské deklerace. Přijata zde byla dne 7. prosince 1914.
Během první světové války se Srbové zpočátku úspěšně bránili na severu země postupujícím rakousko-uherským vojskům, nicméně následný překvapivý[zdroj?] bulharský útok do prostoru jižního Srbska znamenal pro vývoj války klíčový obrat. V říjnu 1915 město obsadila bulharská armáda. Spolu s celou oblastí jihovýchodního Srbska byla Niš vystavena tvrdé okupační správě a bulharizaci. Město bylo osvobozeno až po průlomu na tzv. soluňské frontě na podzim 1918. První srbská armáda dosáhla Niše dne 12. října 1918.
Po reorganizaci Jugoslávie a vydání tzv. Vidovdanské ústavy se stalo město centrem samosprávné jednotky (oblasti). Tehdy mělo zhruba 27 975 obyvatel. Po roce 1929 byla Niš ustanovena jako centrum tzv. Moravské bánoviny, která zahrnovala oblast od Kladova až po Vučitrn.
V letech 1930 – 1958 zajišťovaly městskou dopravu v Niši tramvaje. Kromě vlaku bylo město v 30. letech dostupné i letecky; jednak došlo k modernizaci nišského letiště, které sloužilo již v balkánských válkách, jednak byl zahájen provoz na vnitrostátní sezónní letecké lince Bělehrad – Niš – Skopje. V roce 1937 získalo město moderní vodovod.
Na samém počátku dubnové války, dne 6. dubna 1941 bylo bombardováno v časných raných hodinách nišské letiště. Následující den byla sice nařízena po celé Jugoslávii všeobecná mobilizace, ta však měla jen malou odezvu. 8. dubna bombardovala Luftwaffe samotné město. Ničeny byly hlavně továrny, což si vyžádalo několik set mrtvých a další stovky raněných. Dalšího dne Němci vojensky obsadili město poté, co veškeré snahy o obranu východní části jugoslávské monarchie ztroskotaly.
Němci zřídili v Niši okupační správu a začali se systematickou likvidací všech osob, které považovali za nepřátelské, nebo nevhodné. Zatýkáni a popravováni byli proto také i komunisté. Odpor byl sice krutě potlačován, čas od času ale došlo k útoku na představitele okupační správy (např. výbuchy bomb apod.). Na území města byl zřízen koncentrační tábor a několik vězení pro válečné zajatce. Mnozí ze zajatců byli po dlouhodobé internaci hromadně zabíjeni na vrchu Bubanj jihovýchodně od města. V lednu 1942 převzaly kontrolu nad městem Niš bulharské okupační jednotky.
K závěru války bombardovalo Niš sovětské letectvo. Především noční nálety na město dokázaly účinně eliminovat posádky německého vojska, vedly však k ohromným obětem ze strany civilního obyvatelstva. Niš byla osvobozena dne 14. října 1944 během společné operace Rudé armády, jugoslávských partyzánů a bulharské armády (která během roku 1944 přešla na stranu Spojenců) .

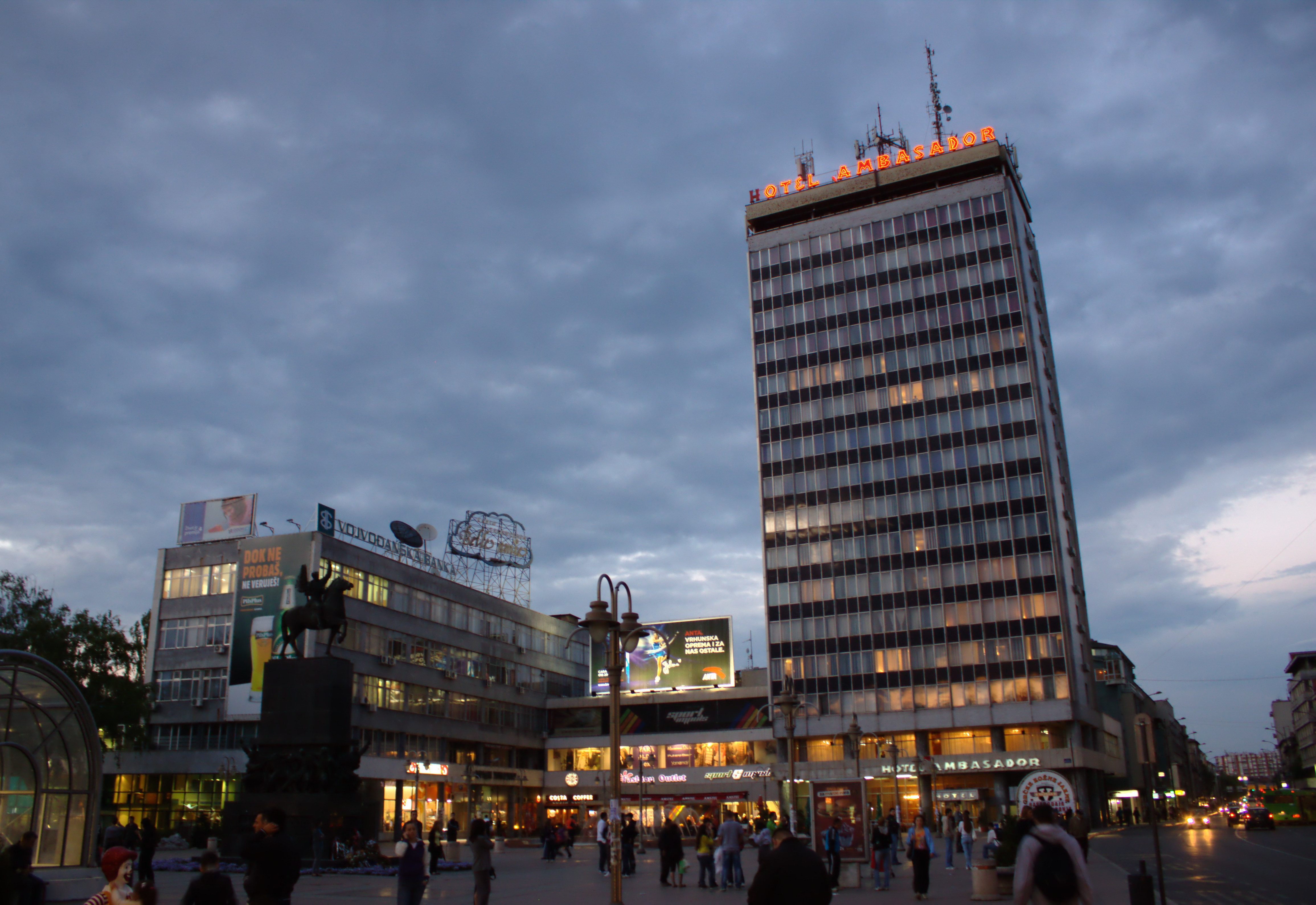
Po druhé světové válce došlo k rapidnímu rozvoji města

Po druhé světové válce se stala Niš regionálním centrem jižního Srbska. Znárodnění průmyslu znamenalo sloučení všech textilních závodů pod jeden podnik – textilní firmu Ratko Pavlović, později NITEKS. V jednotlivých letech po druhé světové válce byly postavené nové nemocnice a zřízeny nové kulturní instituce, např. loutkové divadlo, muzeum apod. Roku 1967 byla založena Univerzitní knihovna. V závěru 60. let 20. století překonalo město metu 100 000 obyvatel. Město získalo nové obytné čtvrti, vystavěny byly výškové budovy, ačkoliv na rozdíl od Bělehradu se nejednalo o takový počet velkých sídlišť. Přes město vedla také Dálnice Bratrství a jednoty.
V roce 1999 byly místní průmyslové podniky, především v severozápadní části města, zasaženy leteckými údery NATO. Poničena byla továrna na výrobu tabákových výrobků a také sklady ropy a závody společnosti Jugopetrol. Dnes letecké údery na Niš připomíná památník v centru města.

## 21. století
Přestože v případě většiny srbských měst počet obyvatel na přelomu 20. a 21. století spíše klesal, v případě Niše, Bělehradu a Nového Sadu je však trend stále vzrůstající.
V roce 2011 byla diskutována výstavba nové sportovní haly (Hala Konstantin), od které bylo nakonec odstoupeno a bylo rozhodnuto o modernizaci a rozšíření stávající haly Čair. V téže době byl také přebudován stadion týmu FK Radnički. V druhé dekádě 21. století byla z Niše vybudována rovněž i dálnice směrem k bulharské hranici a k městům Pirot a Bela Palanka.